# Хенри Фицрой
Хенри Фицрой (на английски: Henry FitzRoy, 1st Duke of Richmond and Somerset; * 1519, † 1536) е незаконен син на крал Хенри VIII и Елизабет Блаунт.

Хенри става херцог на Ричмънд. По късно се жени за Мери, сестрата на неговия приятел Хауърд. През 1524 г. е обявен за граф на Съри. Животът му е кратък. Той умира на 17-годишна възраст през 1536 г.